# LeRoy Neiman
Pour les articles homonymes, voir Neiman (homonymie).
LeRoy Neiman, né le 8 juin 1921 à Saint Paul au Minnesota, et mort le 20 juin 2012, est un artiste américain connu pour ses couleurs brillantes, des peintures semi-abstraite et sérigraphies d'athlètes et d'événements sportifs. Il fait également quelques apparitions au cinéma, notamment dans la saga Rocky où il anime certains matchs de boxe.

## Biographie

### Jeunesse et formation
Neiman a été abandonné par son père à un âge précoce. Neiman et sa mère, Lydia, ont été contraints de se débrouiller par eux-mêmes. Neiman ne se distingue que par le dessin. 
En 1942, Neiman a quitté l'école secondaire pour s'enrôler dans l'armée américaine, où il a passé quatre ans avant de retourner à Saint-Paul pour terminer son diplôme d'études secondaires. 
Neiman a étudié à l'École d'art de l'Institut de Chicago, puis à l'Université de Chicago et à l'Université de l'Illinois.